# Przyjaciel (czasopismo)
Przyjaciel, pełny tytuł: Przyjaciel. Dwutygodnik Dla Starszych Dzieci – dwutygodnik dla dzieci ukazujący się w latach 1945-1951.
Wydawcą dwutygodnika była Spółdzielnia Wydawnicza „Czytelnik”, a czasopismo ukazywało się w Łodzi. Pierwszy numer Przyjaciela ukazał się 17 października 1945 jako tygodnik. Na łamach Przyjaciela ukazała się w odcinkach powieść Marii Zarębińskiej Dzieci Warszawy, która w r. 1957 została wydana w formie książkowej.